# Reprezentacja Rosji na Mistrzostwach Europy w Wioślarstwie 2009
Reprezentacja Rosji na Mistrzostwach Europy w Wioślarstwie 2009 – reprezentacja Rosji na Mistrzostwa Europy w Wioślarstwie 2009, rozegrane między 18 września a 20 września w Brześciu na Białorusi. Reprezentacja liczyła 38 sportowców. Najlepszym jej wynikiem osiągniętym na zawodach było 2. miejsce w dwójce bez sternika kobiet.

## Medale

### Złote medale
Brak

### Srebrne medale
dwójka bez sternika kobiet (W2-): Maja Żuczkowa, Alewtina Podwiazkina

### Brązowe medale
jedynka kobiet (W1x): Julija Lewina

## Wyniki

### Konkurencje mężczyzn
- jedynka (M1x): Artiom Kosow – 8. miejsce
- dwójka podwójna (M2x): Nikita Morgaczow, Nikołaj Spiniew – 5. miejsce
- czwórka podwójna (M4x): Aleksandr Kulesz, Aleksiej Swirin, Aleksandr Korniłow, Nikael Bikua-Mfantse – 6. miejsce
- czwórka bez sternika wagi lekkiej (LM4-): Aleksandr Czaukin, Witalij Badulin, Jewgienij Sinicyn, Jurij Pszenicznikow – 9. miejsce
- ósemka (M8+): Pawieł Czekłyszkin, Andriej Stolarow, Aleksiej Ryżykow, Igor Borozdinow, Gieorgij Jefriemienko, Danił Wojnow, Roman Wiesiełkin, Siergiej Babajew, Pawieł Safonkin – 8. miejsce

### Konkurencje kobiet
- jedynka (W1x): Julija Lewina – 3. miejsce
- dwójka bez sternika (W2-): Maja Żuczkowa, Alewtina Podwiazkina – 2. miejsce
- dwójka podwójna wagi lekkiej (LW2x): Natalja Warfołomiejewa, Anna Jazykowa – 5. miejsce
- czwórka podwójna (W4x): Jewgienija Gołubiewa, Aleksandra Fiedorowa, Olga Samulenkowa, Julija Kalinowska – 5. miejsce
- ósemka (W8+): Anna Morgun, Aleksandra Tierientiewa, Anna Sazonowa, Julija Inoziemcewa, Walerija Starodubrowska, Oksana Striełkowa, Natalia Mielnikowa, Julija Sorokowska, Marija Jefimienko – 4. miejsce